# The Joker Is Wild
The Joker is Wild is een Amerikaanse film uit 1957 van Charles Vidor met in de hoofdrollen Frank Sinatra en Mitzi Gaynor.
De film is gebaseerd op de biografie van nachtclubzanger en entertainer Joe E. Lewis (1902-1971), The Joker is Wild: The Story of Joe E. Lewis, geschreven door Art Cohn uit 1955.
The Joker is Wild was succesvol in de bioscopen. Ook de critici waren over het algemeen enthousiast en de film kreeg een Oscar voor Beste Liedje ("All the Way" van Jimmy Van Heusen en Sammy Cahn).

## Verhaal
Als de Amerikaanse regering in de jaren twintig het gebruik van alcohol verbiedt, ontstaat een illegaal netwerk van verborgen kroegen (speakeasy's). Gangsterbendes runnen illegale kroegen en nachtclubs en smokkelen op grote schaal drank de VS binnen. Een van de meest beruchte steden is Chicago, waar in Club 777, een 'speakeasy' van gangster Georgie Parker, zanger en entertainer Joe E. Lewis met veel succes optreedt. Lewis krijgt het echter hoog in de bol en accepteert het aanbod van Harry Bliss, eigenaar van een nieuwe nachtclub, The Valancia. Zijn vrienden Austin Mack en Swifty waarschuwen hem dat Parker dit nooit zal pikken en inderdaad, al snel wordt Lewis met de dood bedreigd door Tim Coogan, een luitenant van Parker. Lewis trekt zich er niets van aan, en treedt toch op in de club. Niet lang daarna tekent hij een platencontract en het ziet ernaar uit dat zijn carrière nu goed van start gaat. Maar dan slaat het noodlot toe als Lewis wordt aangevallen door Coogan, die zijn keel doorsnijdt en hem voor dood achterlaat. Ondanks zijn zware verwonding herstelt Lewis, al zijn zijn stembanden zwaar beschadigd. Joe duikt onder en pas in 1937 zien zijn vrienden hem terug in New York waar hij optreedt als stille clown. Swifty en Austin zorgen ervoor dat Lewis mag optreden in een benefiet van de Variety Club, georganiseerd door Sophie Tucker. Het zingen lukt Joe echter niet meer en hij doet een improvisatie als stand-upcomedian. Het wordt een groot succes en een van de leden van de beau monde die het benefiet bezoeken, Letty Page, wordt verliefd op hem. Ondanks de standsverschillen is de liefde wederzijds en de twee beginnen een relatie. Ondertussen bouwt Lewis aan zijn carrière als komiek in nachtclubs. Dan krijgt hij slecht nieuws. Zijn dokter waarschuwt hem dat zijn alcoholisme zijn dood gaat worden. Net als Lewis dit probeert te verwerken, overvalt Japan de Amerikaanse marinebasis Pearl Harbor en betrekt de VS bij de Tweede Wereldoorlog. Joe verbreekt zijn verloving met Letty en gaat op tournee om de Amerikaanse troepen overzee te entertainen. Als hij maanden later terugkeert heeft hij spijt van het verbreken van zijn verloving, maar hij is te laat, Letty is inmiddels getrouwd. Hij trouwt nu met Martha Stewart, een danseres uit de nachtclub waar hij werkt. Terwijl Lewis zijn nachtclubact uitbouwt, gaat zijn vrouw naar Hollywood waar ze een carrière als actrice ambieert. Het huwelijk begint geleidelijk af te brokkelen omdat de twee geliefden elkaar zelden zien. Martha ziet tot haar afgrijzen dat Lewis steeds meer afzakt en de hele nacht drinkt en gokt. Als ze in een dronken bui voorstelt om te scheiden, ontstaat er een vechtpartij waarbij Lewis per ongeluk zijn vriend Austin slaat. Zonder vrouw en zonder vriend gaat Lewis naar Chicago. Hij bezoekt nog een keer de inmiddels dichtgespijkerde Club 777 en de herinneringen aan die jaren komen terug. Lewis realiseert zich nu dat er een leven zonder drank mogelijk is en hij besluit om het roer om te gooien. Hij moet proberen met zichzelf in het reine te komen en niet langer de clown voor anderen uit te hangen.

## Rolverdeling
| Acteur        | Personage      |
| ------------- | -------------- |
| Frank Sinatra | Joe E. Lewis   |
| Mitzi Gaynor  | Martha Stewart |
| Jeanne Crain  | Letty Page     |
| Eddie ALbert  | Austin Mack    |
| Jackie Coogan | Swifty Morgan  |

## Achtergrond

### Scenario
Frank Sinatra las het boek van Art Cohn en zag mogelijkheden voor een film. Hij hoorde dat Lewis een aanbod van Metro-Goldwyn-Mayer van 150.000 dollar voor de filmrechten had afgewezen. Sinatra stelde Lewis voor om samen met Art Cohn en Charles Vidor een onafhankelijke film te maken. Paramount Pictures werd de distributeur en betaalde de vier 400.000 dollar en 75% van de winst. Sinatra kreeg hiervan 125.000 dollar en 25% van de winst. Het scenario veroorloofde zich wat vrijheden en hier en daar werden namen veranderd. Zo heette George Parker in werkelijkheid Danny Cohen, en gangster Tim Coogan was in werkelijkheid Jack "Machinegun" McGurm, een luitenant van gangsterbaas Al Capone. In september 1957 leverde journaliste Hazel Flynn, een oude vriendin van Joe E. Lewis, in een artikel in de Beverly Hills Citizen kritiek op het boek en de film. Volgens haar was Lewis nooit echt een grote zanger en was hij al in zijn Chicagotijd beter bekend als komiek. Ze stelt ook dat Lewis echt verraad pleegde door over te stappen naar de nachtclub. De eigenaren van Club 777 of Rienzi Café zoals het in werkelijkheid heette, hadden veel geld in Lewis gestoken en zelfs de hele kroeg verbouwd op zijn aanwijzingen. Het verbaasde haar niet dat Lewis bijna werd vermoord. Ook het einde is wat optimistisch. Er wordt gesuggereerd dat Lewis de drank opgeeft. In werkelijkheid bleef hij zijn hele leven drinken om te overlijden aan drank-gerelateerde ziektes.

### Productie
Sinatra hield ervan om 's nachts door te zakken en pas rond vijf uur 's morgens naar bed te gaan. De meeste filmproducties in Hollywood begonnen rond acht tot negen uur 's morgens met de opnames, iets wat Sinatra altijd een hinderlijke gewoonte vond. Nu hij het voor het zeggen had, begonnen de opnames veel later op de dag en liepen door tot zeven, acht uur 's avonds. Ook had Sinatra een hekel aan repeteren en aan de vele takes die sommige regisseurs nodig hadden om een scène op te nemen. Hij besloot om de muzikale nummers live op te nemen, om onnodige takes te voorkomen en om het echte nachtclubeffect te krijgen. Het imiteren van Joe E. Lewis' nachtclubact was een uitdaging voor Sinatra. Hij wilde laten zien dat de voormalige zanger was afgegleden naar een bedenkelijk niveau en dat de nachten van doorhalen, drinken en gokken hun tol begonnen te eisen. Sinatra is als Lewis niet grappig, maar wekt medelijden op. Veel critici prezen Sinatra en noemden zijn vertolking van Lewis zijn grootste acteurprestatie na From Here to Eternity.

## Muziek
De volgende liedjes zijn in de film te horen:
- "All the Way" (Jimmy Van Heusen/Sammy Cahn)
- "At Sundown" (Walter Donaldson)
- "I Cried for You" (Arthur Freed/Gus Arnheim/Abe Lyman)
- "If I Could Be with You" (James P. Johnson/ Henry Creamer)
- "Out of Nowhere" (Johnny Green/Edward Heyman/ Harry Harris)
- "Swingin' on a Star" (Jimmy Van Heusen/Johnny Burke/ Harry Harris)
- "June in January" (Ralph Rainger/ Leo Robin)
- "Naturally" (Harry Harris)
- "Chicago (That Toddlin' Town)" (Fred Fisher)
- "I Love My Baby (My Baby Loves Me)" (Harry Warren)
- "Bye Bye Blues" (David Bennett/Chauncey Gray/Fred Hamm/Bert Lown)
- "Cow Cow Boogie" (Benny Carter en Gene de Paul)

De nummers "Greatest Little Sign in the World," (James Van Heusen/ Sammy Cahn) en "The Bird Song" (Ben Oakland/Eddie Maxwell) zouden aanvankelijk ook in de film worden opgenomen, maar werden afgewezen vanwege de suggestieve teksten.